# Kvibille
Kvibille – miejscowość (tätort) w Szwecji, w regionie administracyjnym (län) Halland (gmina Halmstad).
Miejscowość położona jest w prowincji historycznej (landskap) Halland, ok. 15 km na północ od centrum Halmstad. Na zachód od Kvibille przebiega trasa E6/E20.
Miejscowa mleczarnia (Kvibille mejeri), należąca do koncernu Arla Foods, znana jest z produkcji wysokiej jakości serów.
W 2010 r. Kvibille liczyło 925 mieszkańców.